# Yelle

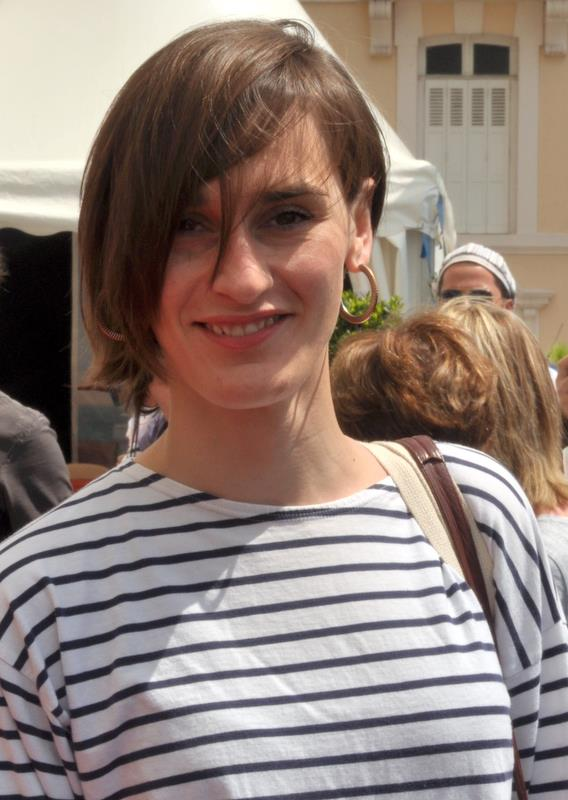
Yelle 2012 auf dem Festival du film de Cabourg.

Yelle (* 17. Januar 1983 als Julie Budet in Saint-Brieuc) ist eine französische Sängerin.
Ihr Künstlername ist ein Akronym von „You enjoy life“.
Ihre Musik ist eine Kombination aus modernem Elektro und typischen 80er Jahre Synthie-Klängen, was sich auch in ihrem grellen Erscheinungsbild widerspiegelt.

## Karriere

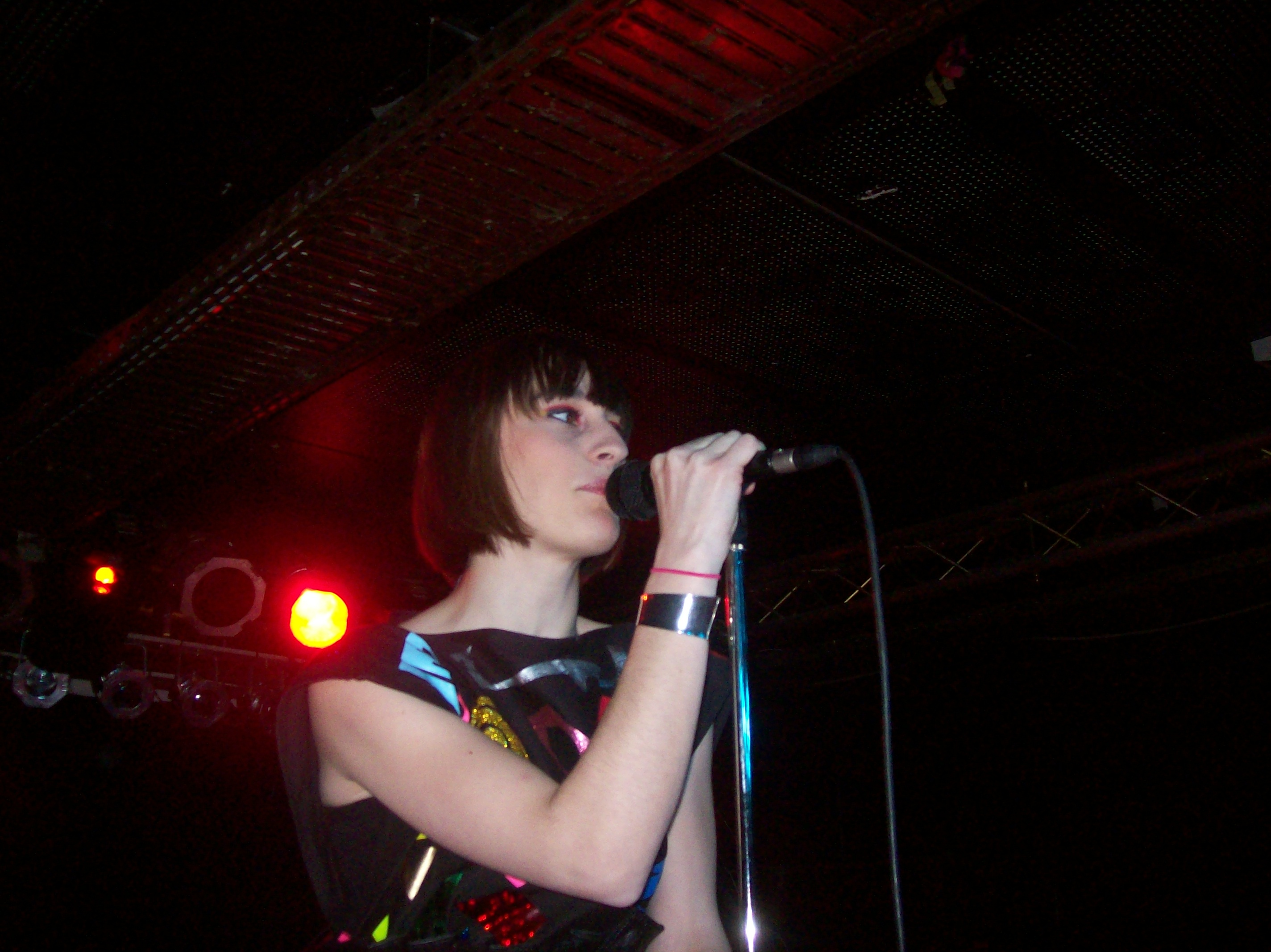
Yelle im Dortmunder FZW am 28. März 2007

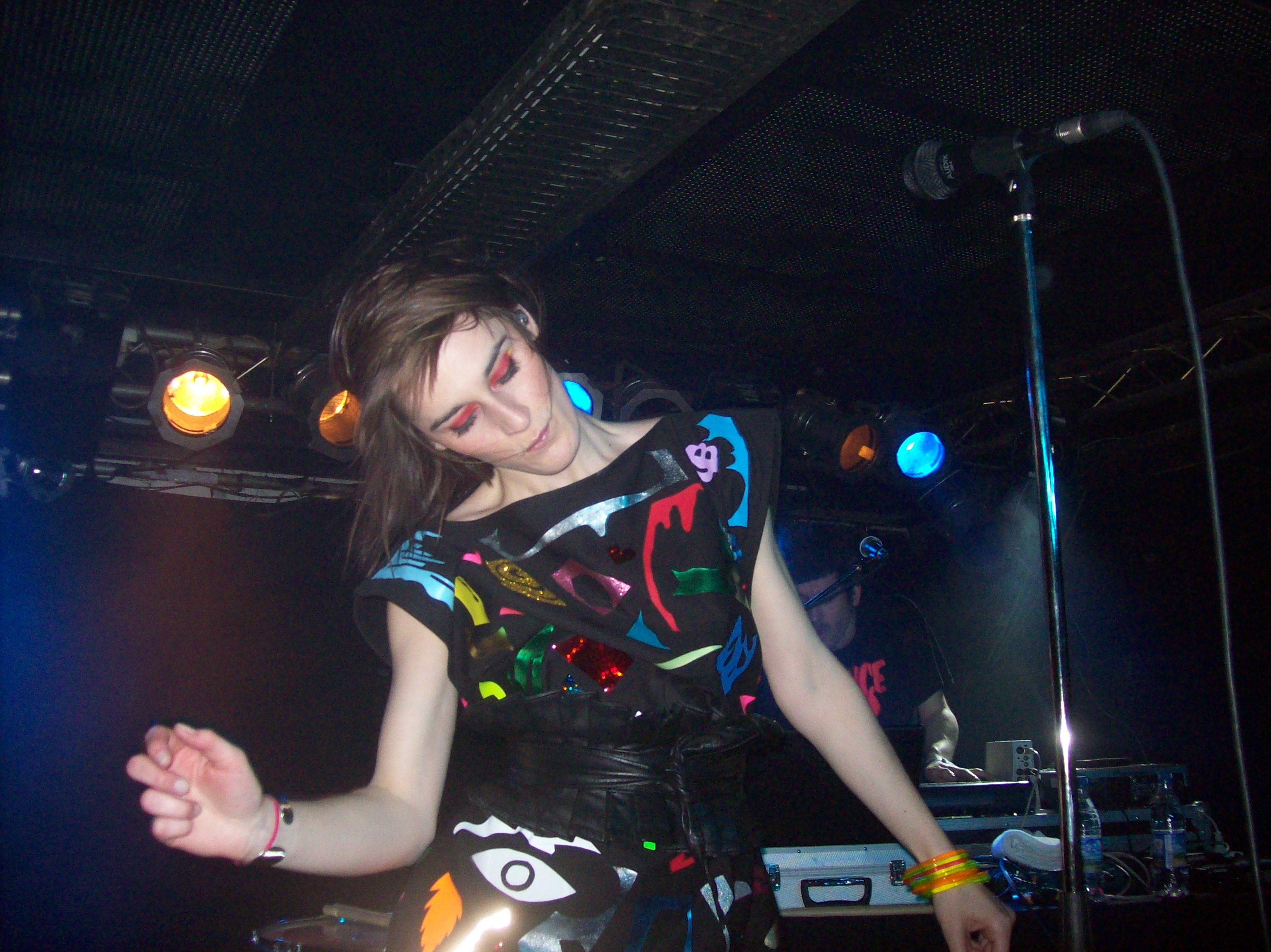
Yelle in Dortmund

Julie Budet wurde in Saint-Brieuc in der Bretagne geboren und lebt auch dort. Dank ihrem Vater, einem bekannten Musiker ihrer Heimatregion, wuchs sie mit Musik auf und erlernte früh das Klavierspiel.
Nachdem sie mit verschiedenen Bands aufgetreten war, traf sie 2002 auf GrandManier, einen Studenten mit Vorliebe für elektronische Musik, der bereits mit unterschiedlichen Bands im Elektro-Bereich gearbeitet hatte.
Zusammen nahmen sie 2006 das Lied Short Dick Cuizi, das in der finalen Single- und Album-Version Je veux te voir heißt, auf und veröffentlichten es bei Myspace. In dem Lied machen sie sich über Cuizinier, ein Mitglied der Pariser Hip-Hop-Band TTC, lustig. Anfangs aus einer Laune heraus eingespielt, erlangte Short Dick Cuizi mit täglich ca. 1000 Aufrufen schnell Bekanntheit. Angebote von Konzertagenturen folgten, so dass sich ihr Bekanntheitsgrad auch über Myspace hinaus verbreitete.
Im Oktober 2007 trat Yelle im Rahmen der Europatour des britischen Sängers Mika auf. So wurde sie auch im deutschen Sprachraum bekannt, eine Clubtour durch Deutschland folgte im März 2008.
2007 kam die Single À cause des garçons aus ihrem später erscheinenden Debütalbum Pop-Up auf den Markt. Ende 2007 arbeitete sie mit Michaël Youn alias Fatal Bazooka zusammen und konnte sich mit ihm und dem Lied Parle à ma main in Frankreich für mehrere Wochen an der Spitze der dortigen Singlecharts halten. Eine Neuveröffentlichung von À cause des garçons schaffte es in die Top 20. Im Frühjahr 2008 erreichte eine Wiederveröffentlichung von Je veux te voir die Top fünf der französischen Charts. Eine Remix-Version von À cause des garçons wurde für das Spiel Need for Speed: ProStreet als Song benutzt.
Am 1. April 2008 erschien Pop-Up in den USA und erreichte dort, unterstützt durch die Promotion von MTV, Platz acht der Billboard-Top-Elektro-Alben. Ende April folgte daraufhin eine Tour durch die USA.
Seit 2008 ist Yelle gelegentlich auch als Schauspielerin zu sehen. 2017/2018 trat sie in der Miniserie Ich liebe euch! in Erscheinung.

## Diskografie

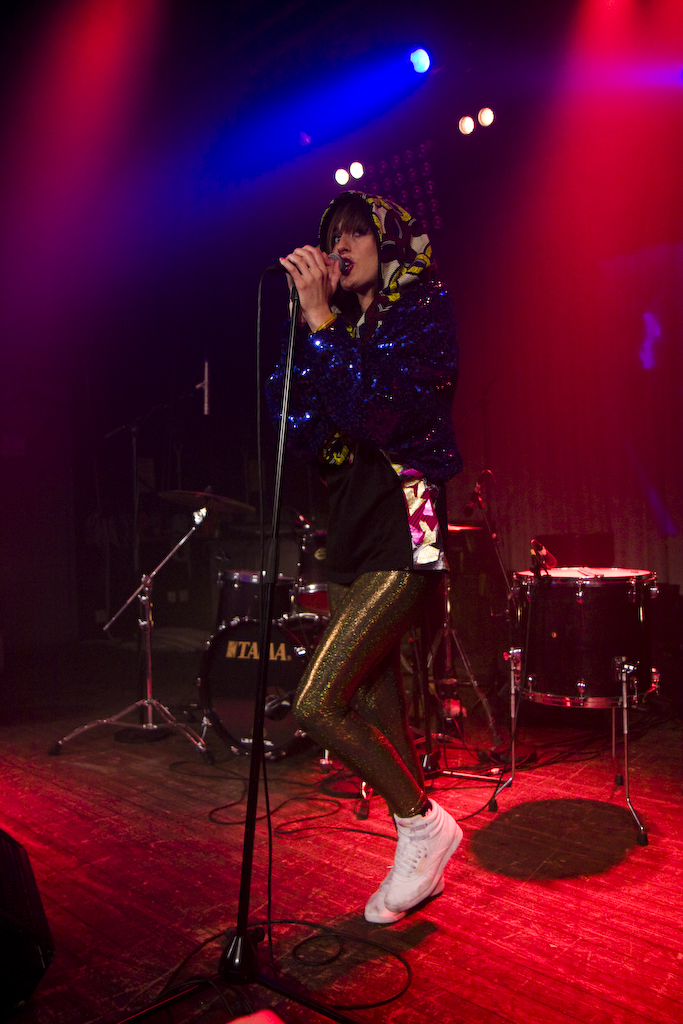
2008 auf dem Arvikafestival in Schweden

### Alben
| Jahr | Titel             | Höchstplatzierung, Gesamtwochen, AuszeichnungChartplatzierungen (Jahr, Titel, Platzierungen, Wochen, Auszeichnungen, Anmerkungen) | Höchstplatzierung, Gesamtwochen, AuszeichnungChartplatzierungen (Jahr, Titel, Platzierungen, Wochen, Auszeichnungen, Anmerkungen) | Anmerkungen |
| Jahr | Titel             | FR | BEW | Anmerkungen |
| ---- | ----------------- | --- | --- | ----------- |
| 2007 | Pop-up            | FR61 Gold · (39 Wo.)FR | — |             |
| 2011 | Safari Disco Club | FR77 (3 Wo.)FR | BEW76 (1 Wo.)BEW |             |
| 2014 | Complètement fou  | FR52 (3 Wo.)FR | BEF157 (1 Wo.)BEF |             |
| 2020 | L’ère du verseau  | FR74 (1 Wo.)FR | BEW138 (1 Wo.)BEW |             |

### Singles
| Jahr | Titel Album         | Höchstplatzierung, Gesamtwochen, AuszeichnungChartplatzierungen (Jahr, Titel, Album, Platzierungen, Wochen, Auszeichnungen, Anmerkungen) | Höchstplatzierung, Gesamtwochen, AuszeichnungChartplatzierungen (Jahr, Titel, Album, Platzierungen, Wochen, Auszeichnungen, Anmerkungen) | Höchstplatzierung, Gesamtwochen, AuszeichnungChartplatzierungen (Jahr, Titel, Album, Platzierungen, Wochen, Auszeichnungen, Anmerkungen) | Anmerkungen                                      |
| Jahr | Titel Album         | FR | BEW | CH | Anmerkungen                                      |
| ---- | ------------------- | --- | --- | --- | ------------------------------------------------ |
| 2006 | Je veux te voir     | FR4 (25 Wo.)FR | — | — | Wiederveröffentlichung und Charteinstieg in 2008 |
| 2007 | Parle à ma main     | FR1 (27 Wo.)FR | BEW1 Gold · (22 Wo.)BEW | CH31 (17 Wo.)CH | Fatal Bazooka feat. Yelle                        |
| 2008 | À cause des garçons | FR11 (28 Wo.)FR | BEW40 (1 Wo.)BEW | CH95 (1 Wo.)CH |                                                  |
| 2014 | Complètement fou    | FR113 (2 Wo.)FR | — | — |                                                  |

Weitere Singles
- 2008: Ce jeu
- 2009: Les femmes
- 2010: Cooler couleur (mit Crookers)
- 2010: La musique
- 2011: Safari Disco Club
- 2011: Comme un enfant
- 2011: Que veux-tu
- 2012: The Contest Pack